# Jakubowice Murowane
Jakubowice Murowane (prononciation : [ jakubɔˈvit͡sɛ murɔˈvanɛ]) est un village polonais de la gmina de Wólka dans le powiat de Lublin de la voïvodie de Lublin dans l'est de la Pologne.
Le village est le siège administratif (chef-lieu) de la gmina appelée gmina de Wólka.
Il se situe à environ 6 kilomètres au nord-est de Lublin (siège du powiat et capitale de la voïvodie).
Le village comptait approximativement une population de 249 habitants en 2014.

## Histoire

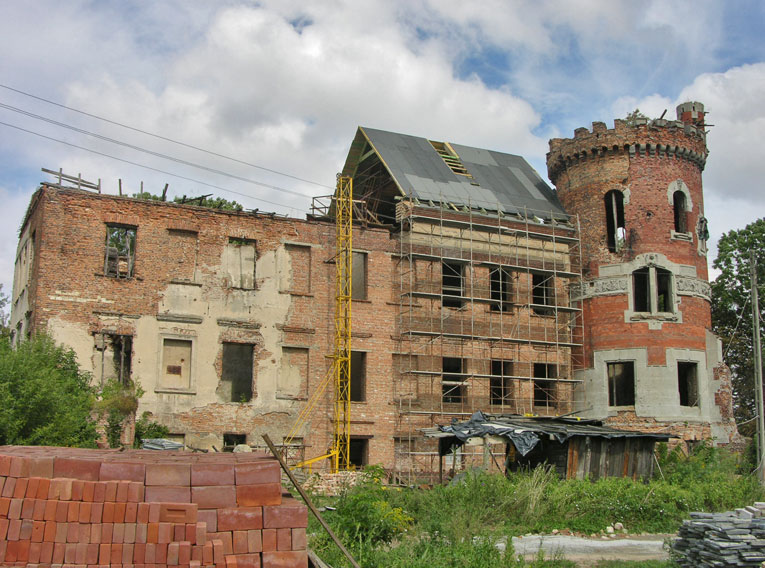
Palais en rénovation

De 1975 à 1998, le village est attaché administrativement à l'ancienne Voïvodie de Lublin.

Depuis 1999, il fait partie de la nouvelle voïvodie de Lublin.